# Listă de actori - A
|  | Listă de actrițe \| \| Listă de actori - A \| Liste alfabetice de actori și actrițe \| Listă de actrițe A - B - C - D - E - F - G - H - I - J - K - L - M - N - O - P - Q - R - S - T - U - V - W - X - Y - Z |

## Actori - A
| - Bud Abbott (1897 - 1974) - George Abbott (1887 - 1995) - F. Murray Abraham (* 1939) - Max Adalbert (1874 - 1933) - Don Adams (1923 - 2005) - Mark Addy (* 1964) - Mario Adorf (* 1930) - Ben Affleck (* 1972) - Cassey Affleck - Danny Aiello (* 1933) - Claude Akins (1926 - 1994) - Wolf Albach-Retty (1906 - 1967) - Hans Albers (1891 - 1960) - Eddie Albert (1906 - 2005) - Alan Alda (* 1936) - Jason Alexander (* 1959) | - Peter Alexander (1929 - 2011) - Tim Allen (* 1953) - Woody Allen (* 1935) - Axel von Ambesser (1910 - 1988) - Don Ameche (1908 - 1993) - Louis Armstrong (1901 - 1971) - Anthony Andrews (* 1948) - Dana Andrews (1909 - 1992) - Edward Andrews (1914 - 1985) - Harry Andrews (1911-1989) - Michael Ansara (1922 - 2013) - Andreas Apergis - Eddi Arent (* 1925) - Alan Arkin (* 1934) - Desi Arnaz (1917 - 1986) | - James Arness (* 1923) - Siegfried Arno (1895 - 1975) - David Arquette (* 1971) - Leon Askin (1907 - 2005) - Edward Asner (* 1929) - Armand Assante (* 1949) - Fred Astaire (1899 - 1987) - John Astin (* 1930) - Rowan Atkinson (* 1955) - Yvan Attal (* 1965) - Lionel Atwill (1885 - 1946) - Richard Attenborough (* 1923) - Daniel Auteuil (* 1950) - Dan Aykroyd (* 1952) - Lew Ayres (1908 - 1996) - Charles Aznavour (* 1924) |

## Actrițe
|  | Listă de actrițe \| \| Listă de actori \| Liste alfabetice de actori și actrițe \| Listă de actrițe A - B - C - D - E - F - G - H - I - J - K - L - M - N - O - P - Q - R - S - T - U - V - W - X - Y - Z |